# Итальянцы в Аргентине

Распределение итальянских иммигрантов в Аргентине по переписи 1914 года (процент родившихся в Италии)

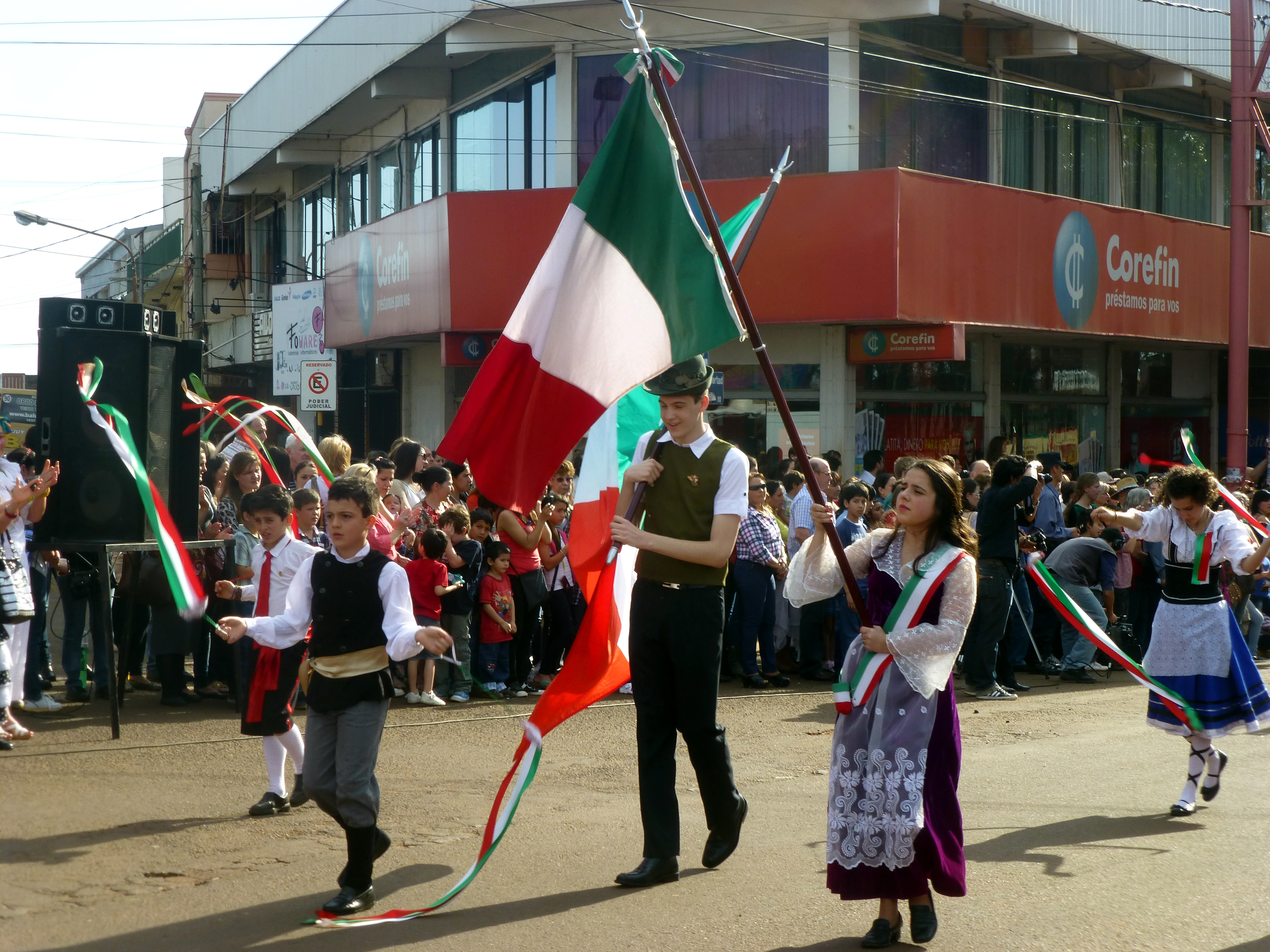

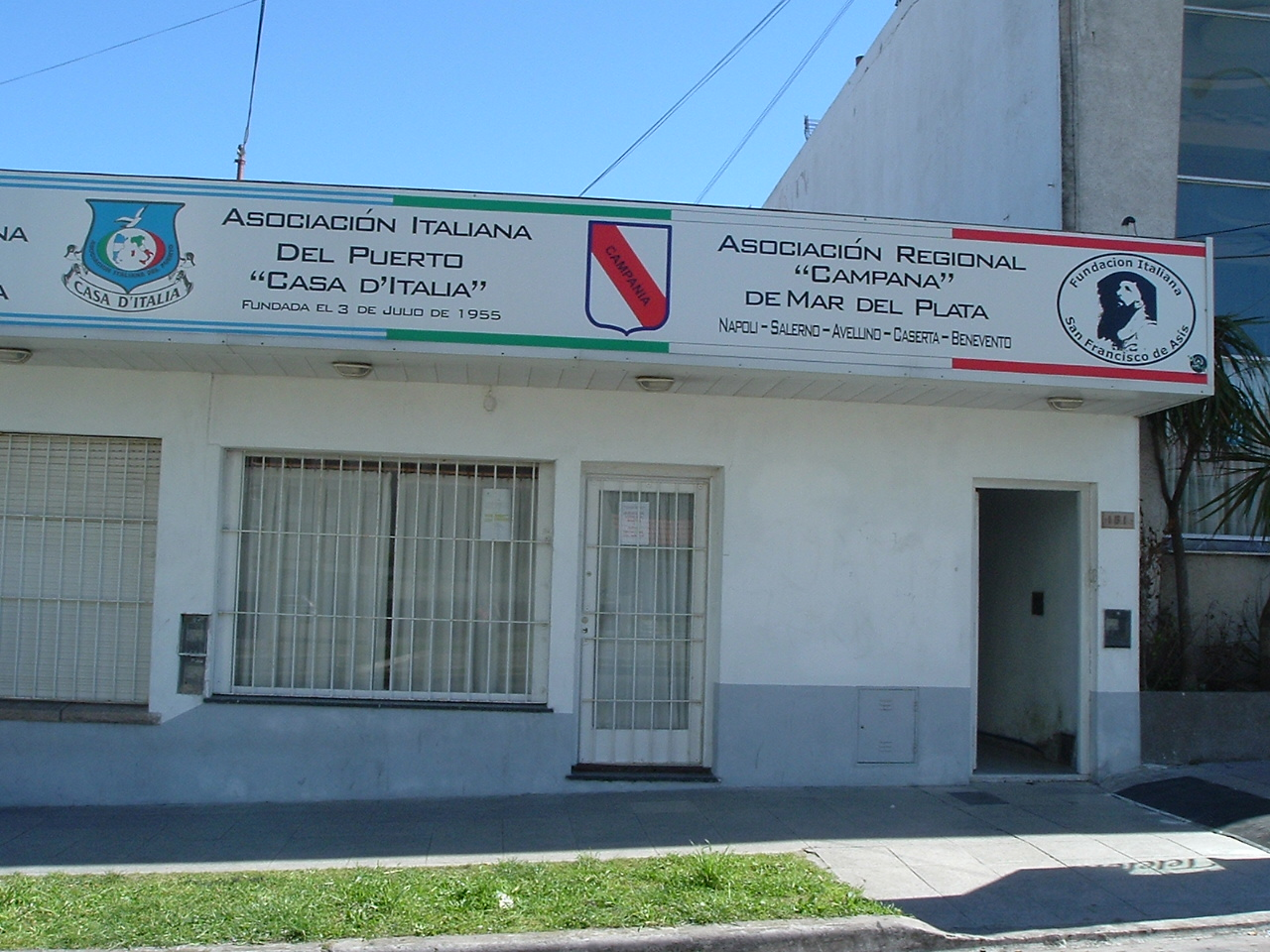
Ассоциация выходцев из Кампании в Мар-дель-Плате

Италья́нцы в Аргенти́не (исп. Italianos en Argentina, итал. Italo-argentini) — переселенцы из Италии, постоянно проживающие в Аргентине, а также потомки таких переселенцев. 
Аргентина обладает вторым крупнейшим в мире сообществом итальянцев за пределами Италии (после существующего в Бразилии, хотя в этой последней итальянцы не составляют столь высокой доли населения и не внесли столь же заметного вклада в формирование местной культуры). 
За исключением потомков креольского испанского населения до провозглашения независимости, потомки итальянских переселенцев стали крупнейшим сообществом в стране, обогнав даже потомков иммигрантов XIX—XX веков из Испании и насчитывая, возможно, около 20 млн человек (по меньшей мере 25 млн аргентинцев имеют итальянские корни).
Многие аргентинцы итальянского происхождения сохраняют самоидентификацию и объединяются в культурные общества по региону происхождения в Италии (см. ниже).
Около трёх миллионов итальянцев прибыли в Аргентину во второй половине XIX и в начале XX века, поселившись в основном в центральных районах. 
Одной из причин миграции была разница в заработной плате между Италией и Аргентиной, в том числе на сельскохозяйственных работах. Возникла даже группа сезонных работников, которых прозвали «ласточками» (golondrinas): они приезжали на сбор урожая, постоянно путешествуя между Италией и Аргентиной в третьем классе трансатлантических рейсов. В Аргентине они работали в полях в Кордове и Санта-Фе с октября, потом возвращались через несколько месяцев в Италию. К 1912 году таких работников было около 35 000 человек.
В настоящее время более 600 тыс. жителей Аргентины имеют итальянское гражданство, полученное при рождении или позже. Из этого числа около 60% обладают двойным гражданством (Италии и Аргентины).

## Регионы происхождения
Иммиграция итальянцев в Аргентину начиналась с северных регионов Италии — таких как Пьемонт, Лигурия, Венеция, Венеция-Джулия и Ломбардия. Уже к началу XX века индустриализация севера привела к сокращению иммиграции из этих мест, зато увеличилось число прибывающих с юга — прежде всего из Кампании, Калабрии и Сицилии. Мигранты с севера Италии предпочитали селиться в сельскохозяйственных районах, в то время как южане пополнили число жителей больших городов.
Регионы центральной Италии — Умбрия, Лацио и Эмилия-Романья — были меньше всего представлены в иммиграции итальянцев в Аргентину.
В настоящее время существуют организации и ассоциации иммигрантов и их потомков, объединившихся по региону происхождения.
| Регион         | 1876-1900         | 1901-1915          |
| -------------- | ----------------- | ------------------ |
| Венеция        | 940.711 (17,9 %)  | 882.082 (10,1 %)   |
| Пьемонт        | 709.076 (13,5 %)  | 831.088 (9,5 %)    |
| Кампания       | 520.791 (9,9 %)   | 955.188 (10,9 %)   |
| Фриули         | 847.072 (16,1 %)  | 560.721 (6,4 %)    |
| Сицилия        | 226.449 (4,3 %)   | 1.126.513 (12,8 %) |
| Ломбардия      | 519.100 (9,9 %)   | 823.695 (9,4 %)    |
| Калабрия       | 275.926 (5,2 %)   | 603.105 (6,9 %)    |
| Тоскана        | 290.111 (5,5 %)   | 473.045 (5,4 %)    |
| Эмилия-Романья | 220.745 (4,2 %)   | 469.430 (5,4 %)    |
| Абруцци        | 109.038 (2,1 %)   | 486.518 (5,5 %)    |
| Марке          | 70.050 (1,3 %)    | 320.107 (3,7 %)    |
| Базиликата     | 191.433 (3,6 %)   | 194.260 (2,2 %)    |
| Апулия         | 50.282 (1 %)      | 332.615 (3,8 %)    |
| Молизе         | 136.355 (2,6 %)   | 171.680 (2 %)      |
| Лигурия        | 117.941 (2,2 %)   | 105.215 (1,2 %)    |
| Лацио          | 15.830 (0,3 %)    | 189.225 (2,2 %)    |
| Умбрия         | 8.866 (0,15 %)    | 155.674 (1,8 %)    |
| Всего          | 5.257.911 (100 %) | 8.769.749 (100 %)  |

### Пьемонт
Иммиграция из Пьемонта происходила, главным образом, между 1876 и 1915 годами. Она была связана с кризисом сельского хозяйства. В 1895 году пьемонтцы составляли 30 % итальянской иммиграции. Наибольшее количество иммигрантов выехало из провинций Кунео и Алессандрия, а также Турина и Новары. В Аргентине они осели в основном в провинциях Буэнос-Айрес и Санта-Фе. В последней 80 % итальянцев, занятых в сельском хозяйстве, были из Пьемонта. Кордова также привлекала пьемонтцев.
В Сан-Франсиско (провинция Кордова) сохраняются традиции Пьемонта; в том числе, ставятся пьесы на пьемонтском языке в память о первых иммигрантах. В регионе сохраняется более 30 часовен в поле, созданных выходцами из Пьемонта в честь итальянских святых.
Действует Федерация ассоциаций пьемонтцев (исп. Federación de Asociaciones Piamontesas), объединяющая 82 организации выходцев из Пьемонта. В 2009 году в Кордове был создан Архив истории пьемонтской иммиграции Пьемонта.
Из семьи пьемонтского происхождения действующий Папа Римский Франциск, он признавался, что понимает пьемонтский и лигурийский языки.

### Сицилия
Хотя бо́льшая часть сицилийской диаспоры расселилась в США, по некоторым данным до 35 % итальянской иммиграции в Аргентину составили сицилийцы, став второй крупнейшей группой выходцев из южной Италии после калабрийцев. Основным местом их расселения был Литораль (провинции Мисионес, Энтре-Риос и др. на севере страны), а районами исхода стали преимущественно центральные и юго-западные районы Сицилии, особенно провинция Катания.
Иммигранты-сицилийцы, как и калабрийцы, были более закрытой группой, чем иммигранты с севера Италии. Это способствовало сохранению ценностей и традиций, включая и организованную преступность.
Во время экономического кризиса в Аргентине (1998—2002) правительство Сицилии выделило финансовую помощь семьям сицилийского происхождения и финансировало программы профессионального переобучения и развития предпринимательства.

### Ломбардия
Иммиграция из Ломбардии была второй наиболее многочисленной среди северных регионов Италии. Действует Аргентинская федерация ломбардийских ассоциаций.

### Лигурия

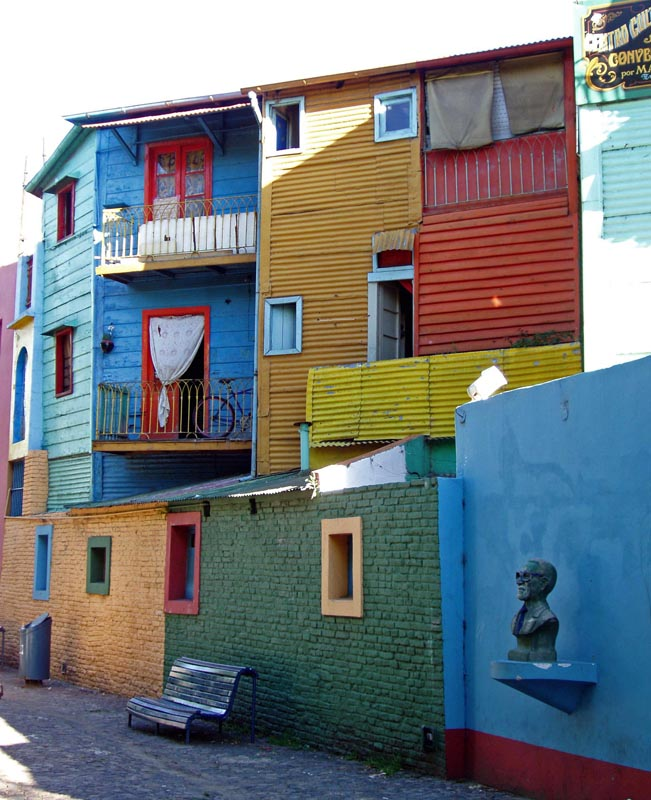
Округ Буэнос-Айреса Ла-Бока, основанный генуэзцами

Первые лигурийцы прибыли в Аргентину в 1830 из Генуи, это не самая многочисленная, но одна из старейших групп итальянских переселенцев в стране. Причинами иммиграции были политическая нестабильность после французской оккупации и до объединения Италии, а также экономические проблемы. Многие работали моряками, другие занялись торговлей итальянскими товарами. К 1855 году были крупнейшей группой итальянцев в Буэнос-Айресе, что составляло 10 % от общей численности населения в чуть более 100 000 человек. Порт Генуи получил значительное развитие благодаря торговле с Буэнос-Айресом.
В начале XX века в основанном генуэзцами округе Ла-Бока было создано виртуальное государство итальянцев в Буэнос-Айресе Република де-Ла-Бока для социальных и развлекательных целей.

## Культура

### Итальянский язык в Аргентине
Согласно Ethnologue, в Аргентине более 1,5 млн людей, говорящих на итальянском, так что это второй по распространённости язык в стране, не считая английского языка, на долю которого больше влияет система образования. Несмотря на большое количество итальянских иммигрантов в стране, итальянский не стал играть заметной роли в аргентинском обществе, отчасти потому что в то время, когда большинство итальянцев прибыли в Америку, они говорили на местных языках и диалектах, а не на общенациональном стандартном итальянском (который к тому же основан на диалектах центрального региона, наименее представленного в структуре итальянской миграции). Это сделало невозможным использование итальянского языка как основного языка в Аргентине. В то же время сходство языков и диалектов итальянских мигрантов с испанским языком аргентинцев позволило иммигрантам быстро адаптироваться.
Уже к 1840-м годам в Буэнос-Айресе выходили газеты на итальянском языке, их число к 1900 году увеличилось. Главной из них была La patria degli italiani (Родина итальянцев), третья по тиражу газета во всей стране — 14 000 экземпляров.
Аргентинский вариант испанского языка как следствие обогатился значительным количеством итальянизмов — в том числе в базовом словаре (parlar «говорить» вместо hablar и т. д.).

### Блюда итальянской кухни в Аргентине
Как все страны, в которых живёт много итальянцев, кухня Аргентины получила большое влияние кулинарных традиций регионов Италии, включая развитие этих традиций уже на аргентинской земле. Например, аргентинцы очень любят макаронные изделия (паста), но могут есть пасту с белым хлебом, что в Италии не принято.

#### Пицца

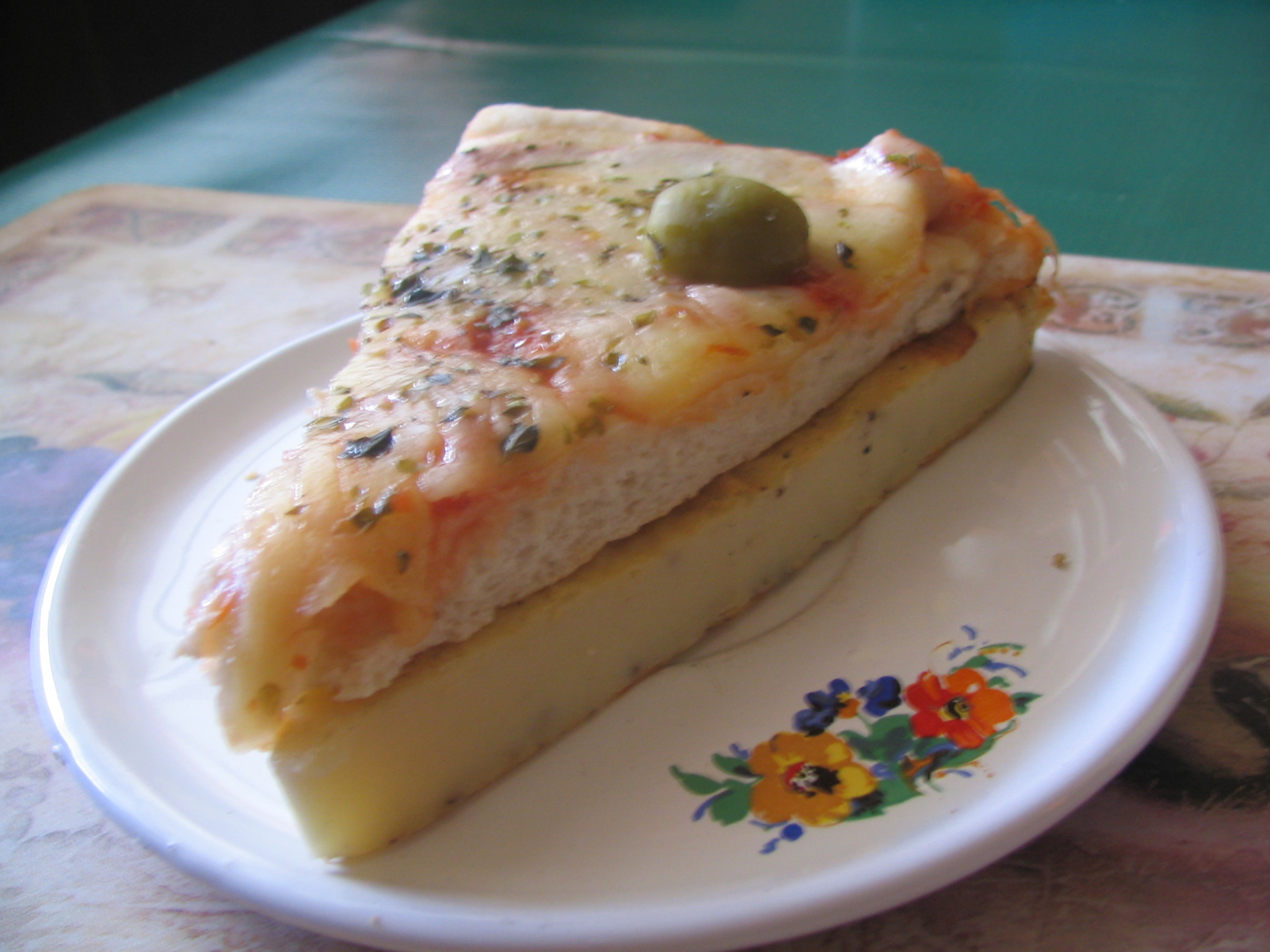
Пицца на фаине (фаринате)

Пицца была популярным блюдом в Аргентине задолго до того, как её полюбили во всём мире. Развитие традиции привело к появлению местных разновидностей: pizza rellena (крытая пицца, пицца с начинкой), pizza por metro (длинная пицца, «пицца на метраж»), pizza a la parrilla (пицца-гриль). А также знаменитая фугацца или fugazza con queso, возникшая как симбиоз фокаччи и неаполитанской пиццы.

#### Фаина (фарината)
Фаина́ (fainá) — это лепёшка из нутовой муки, уходящая корнями в Лигурию (откуда и лигурийское название, в остальной Италии фаина известна как фарината). Популярное блюдо в пиццериях Аргентины, продаётся как отдельно, так и с треугольным кусочком пиццы поверх фаины (см. фото). В Италии пиццу и фаринату не едят вместе. Пицца и фаина упоминаются в песне известного аргентинского музыканта Хуан-Карлоса Касереса (1936—2015) как символ Буэнос-Айреса: Y por Medrano, en cualquier bar // Salen las pizzas y las fainás (из песни «Darsena sur»).

#### Сладкая выпечка

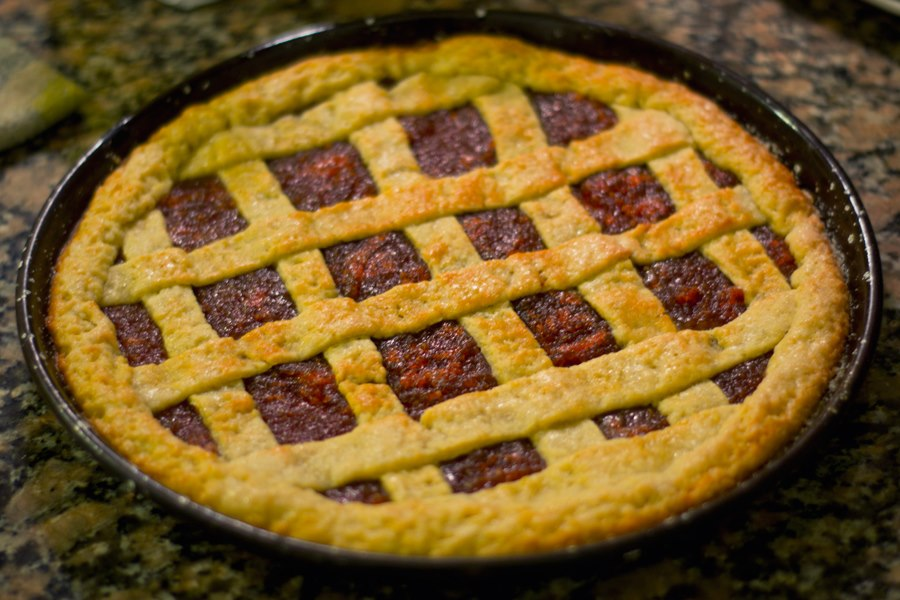
Pasta frola

В Аргентине, Парагвае и Уругвае популярны сладкие пироги итало-греческого происхождения пастафрола. В качестве начинки может использоваться гуава, а запивают этот популярный обеденный десерт местным напитком матэ.
На Рождество принято готовить панеттоне.

#### Мороженое
Аргентинцы очень любят мороженое (исп. helado): в среднем на одного аргентинца приходится 7 кг съеденного мороженого в год. Появление этого продукта в стране тоже связывают с итальянской иммиграцией. Наряду с крупными производителями, успешно освоившими зарубежные рынки, сохраняется и «домашнее» производство мороженого в небольших цехах и кафе — традиция, утерянная в значительной степени даже в самой Италии.

### Музыка
Вклад итальянцев в музыкальную традицию Аргентины имел первостепенное значение для возникновения танго. Среди первых и наиболее известных танцоров танго были иммигранты и потомки итальянцев. Также существуют многочисленные тексты танго, основанные на событиях из жизни итальянских иммигрантов.